# Frank Glazer
Pour les articles homonymes, voir Glazer.
Frank Glazer, né le 19 février 1915 à Chester (Wisconsin) et mort le 13 janvier 2015 à Topsham (Maine), est un pianiste et compositeur américain.

## Biographie
Glazer est né le 19 février 1915 à Chester dans le Wisconsin, aux États-Unis, sixième enfant de Benjamin et Clara Glazer, immigrants juifs de Lituanie. La famille Glazer s'installe à Milwaukee en 1919. Sa sœur Blanche lui donne ses premières leçons de piano, puis il continue son enseignement avec des musiciens locaux. Frank Glazer fait ses études dans les écoles publiques et obtient son diplôme de la North Division High School de la ville de Milwaukee en 1932. Durant son adolescence, il joue dans l'orchestre de danse de ses frères, dans l'orchestre de son lycée et dans des pièces de vaudeville. Alfred Strelsin, industriel et mécène des arts à New York, remarque son talent et finance le voyage de Glazer à Berlin en 1932 pour étudier avec Artur Schnabel et Arnold Schoenberg. Glazer enseigne ensuite le piano à Cambridge, Massachusetts.
Strelsin exhorte Glazer à se produire à New York, en lui disant: "Si vous ne commencez pas à 21 ans, oubliez ça!". Glazer fait ses débuts au Town Hall de New York le 20 octobre 1936, avec un programme de Bach, Brahms, Schubert et Chopin. Il rejouera ce même programme en 2006 pour célébrer son soixante dixième anniversaire de représentations en public. En 1939, Glazer se produit avec l'Orchestre Symphonique de Boston sous la direction de Serge Koussevitzky. Durant la Seconde Guerre mondiale, Glazer sert dans l'armée américaine comme interprète de 1943 à 1945 en Allemagne et en France.
Au début des années 1950, Glazer possède sa propre émission de télévision intitulée Playhouse 15 à Milwaukee. Le 6 septembre 1952, il épouse la chanteuse classique et soprano Ruth Gevalt (1910-2006). Avec sa femme Ruth, il fonde dans les années 1970 le Saco River Festival dans le Maine, un festival de musique de chambre. De 1965 à 1980, Glazer enseigne à l'École de musique Eastman et aura parmi ses étudiants Myriam Avalos et Martin Amlin. En 1980, Glazer quitte Eastman et devient artiste en résidence au Bates College dans le Maine.
Dans les années 1960, il enregistre l'intégrale de la musique pour piano de Satie pour le label Vox. Glazer est cité comme étant  "le plus grand interprète de la musique pour piano d'Erik Satie".
Son frère David fut un clarinettiste qui a joué avec le New York Woodwind Quintet pendant plus de 35 ans.